# Richard von Kalitsch

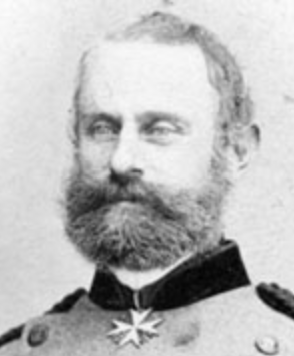
Richard von Kalitsch mit dem St. Johanniter-Orden

Richard Hugo Friedrich Ludwig von Kalitsch (* 14. Juli 1822 in Dobritz; † 7. April 1906 in Dessau) war ein deutscher Forstwissenschaftler, Ornithologe und Besitzer zweier Rittergüter in Preußen und Anhalt. Er war als preußischer Oberforstmeister höchster Forstbeamter und zugleich Kollegiumsmitglied bei den Regierungen in Posen, Merseburg, Köln, Schleswig und Magdeburg sowie als Mitglied des Hofjagdamtes in Berlin speziell für die Durchführung von Hofjagden des deutschen Kaisers zuständig. Als Ornithologe erfuhr er durch die Aufnahme in das internationale Verzeichnis der Naturforscher Anerkennung und erhielt in Preußen, Anhalt und in den ernestinischen Ländern Thüringens mehrere hohe Orden verliehen.

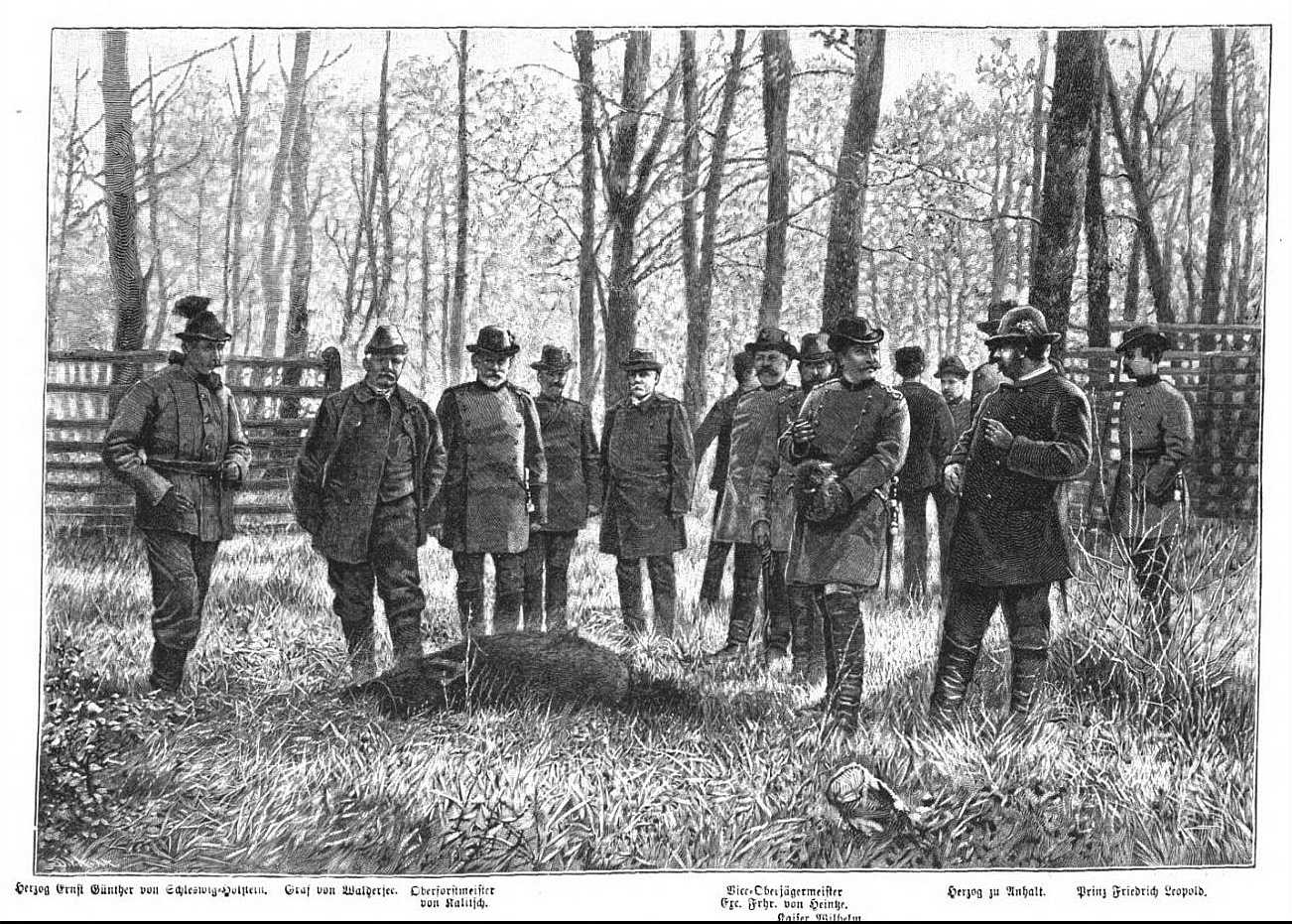
Oberforstmeister von Kalitsch (3.v.l.) u. a. mit Kaiser Wilhelm I. und den Herzögen Ernst Günther von Schleswig und Friedrich I. von Anhalt auf einer Hofjagd in Letzlingen, Zeichnung in Über Land und Meer, 1892

## Leben

### Herkunft
Von Kalitsch war ein Sohn des Landrats Friedrich von Kalitsch (* 29. April 1786 in Dessau; † 7. Februar 1870 in Dobritz) und dessen Ehefrau Auguste, geb. von Sauerbronn (* 31. August 1791 in Gernsbach; † 31. Mai 1867 in Dobritz). Zu seinen Geschwistern zählt der anhaltische Abgeordnete Hermann von Kalitsch (1818–1891).

### Werdegang
Von Kalitsch studierte 1843 an der Forstakademie Eberswalde und nahm Privatunterricht beim Oberforstmeister Heinrich von Meyerinck. Seine erste Anstellung erhielt er als Forstinspektor im Collegium der Regierung in Posen, wo er 1864 zum Titular-Forstmeister ernannt wurde. Als Forstmeister war er im Regierungsbezirk Posen in Posen-Birnbaum eingesetzt. Ihm unterstanden die sieben Oberförstereien Zirke, Mauche, Altenhof, Rosenthal, Birnbaun und Bolewice. Als standesgemäßes Wohnquartier erwarb er das Rittergut Posen. Noch vor seiner Ernennung zum Forstmeister erfolgte anlässlich des Ordensfestes am 18. Januar 1864 seine Ernennung zum Ehrenritter des Johanniterordens, deren Ballei Brandenburg er später angehörte.
Zum 1. April 1865 erfolgte seine Versetzung aus Posen an die Königliche Regierung in Merseburg auf die Forstinspektorstelle Merseburg I, zu der auch die traditionsreiche Oberforst- und Wildmeisterei Annaburg mit dem später als Oberlandforstmeister bekanntgewordenen Otto von Hagen gehörte, für den Kalitsch später ein Denkmal errichten ließ. Ferner unterstanden ihm die preußischen Oberförstereien Thiergarten, Züllsdorf, Glücksburg, Hohenbucko, Elsterwerda und Liebenwerda. Bei der Regierung Merseburg wurde Kalitsch 1866 zum wirklichen Forstmeister befördert. Später wirkte er mehrere Jahre als königlich-preußischer wirklicher Oberforstmeister in Köln. Von dort kommend wurde ihm am 1. Juli 1879 die Stelle des Oberforstmeisters bei der Königlichen Regierung in Schleswig übertragen und am 29. August 1879 in das neue Amt eingeführt. Gleichzeitig wurde von Kalitsch zum Mitdirigenten der Regierungsabteilung für direkte Steuern, Domänen und Forsten ernannt. In Schleswig war er Vorsitzender des Forstinspektionsbezirks des gleichnamigen preußischen Regierungsbezirks, der die Forstinspektionen Trittau, Kiel und Schleswig umfasste und stand gleichzeitig der Forstinspektion Kiel vor.

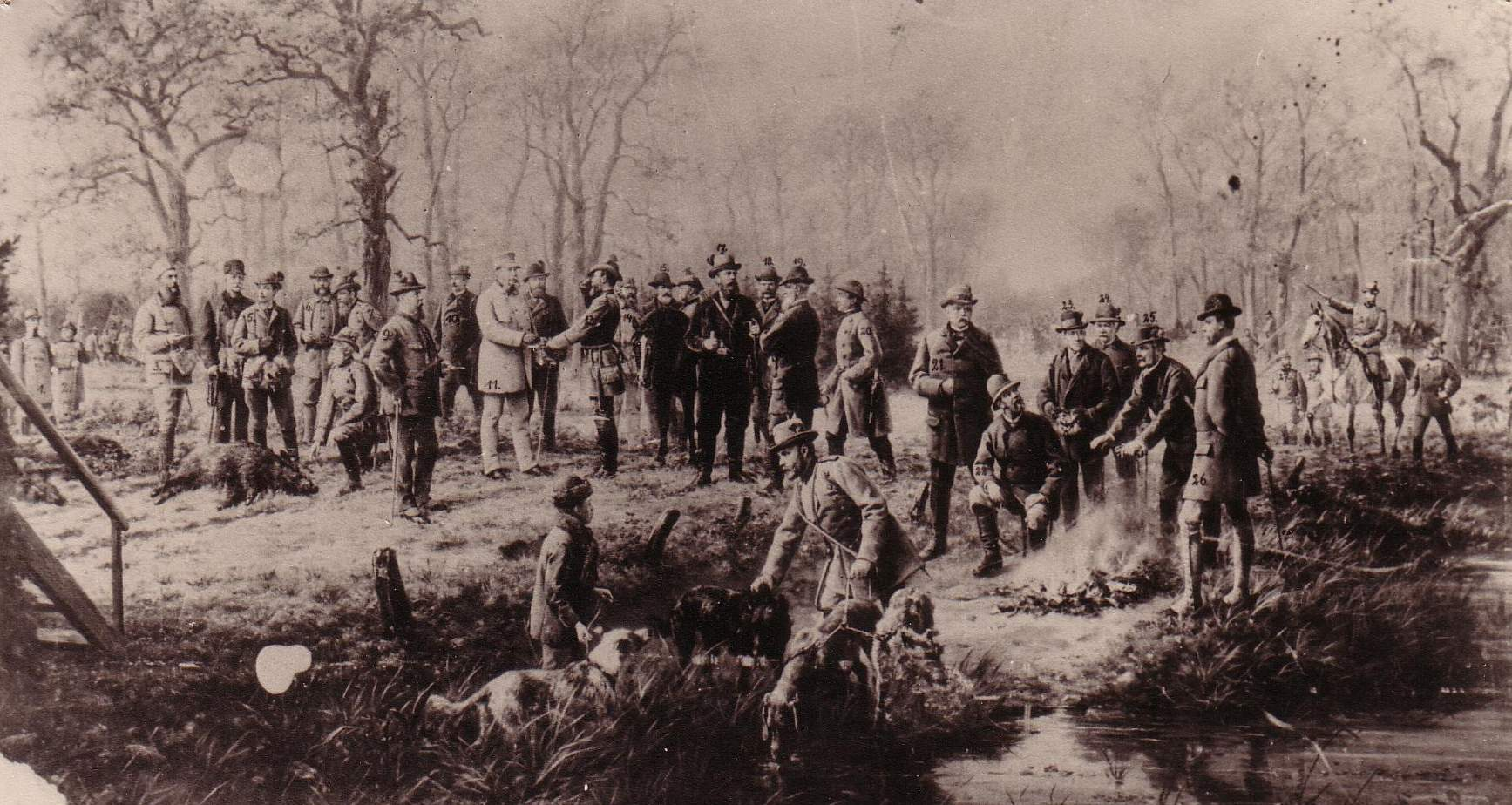
Richard von Kalitsch (Nr. 8) bei der Hofjagd in Letzlingen u. a. mit Kaiser Wilhelm I. (Nr. 11), Kronprinz Friedrich Wilhelm von Preußen (Nr. 17), dessen Sohn Wilhelm (Nr. 5) und Reichskanzler Fürst Bismarck (Nr. 21)

1882 spendete er 30 Reichsmark zum Bau eines Denkmals für den Oberforstmeister Otto von Hagen in Eberswalde und gehörte damit zu den Hauptförderern dieses Projektes.
Zum Jahresanfang 1885 wurde von Kalitsch als Oberforstmeister von Schleswig in die Hauptstadt der preußischen Provinz Sachsen nach Magdeburg versetzt. Hier war er u. a. für die Organisation der Hofjagden in den zahlreichen Staatsforstrevieren des Regierungsbezirks Magdeburg zuständig und wurde speziell aus diesem Grund Mitglied des königlichen Hofjagdamtes in Berlin. In Magdeburg wurde er als Oberforstmeister 1891 pensioniert.

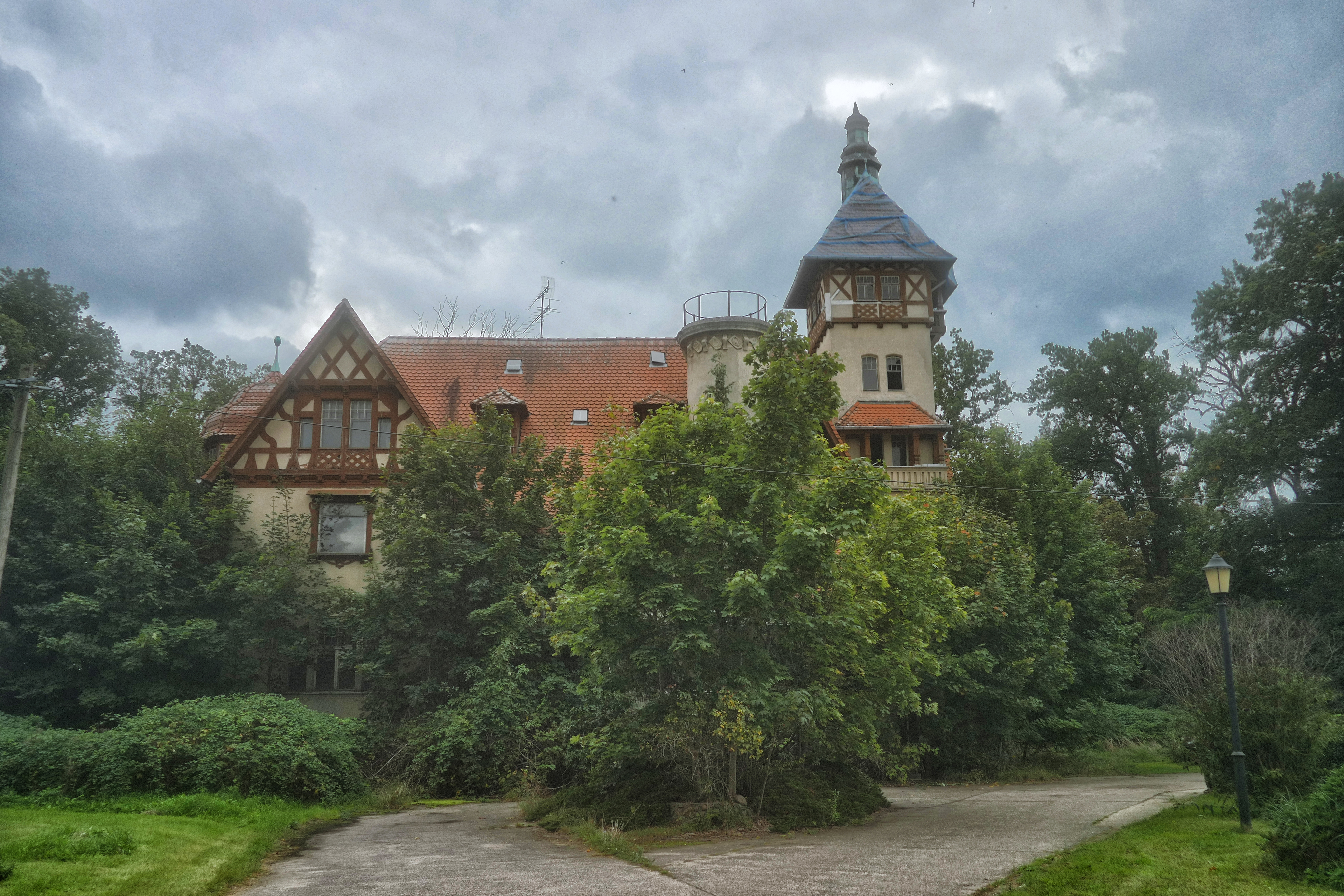
Rittergut Nutha - Alterssitz von Richard von Kalitsch

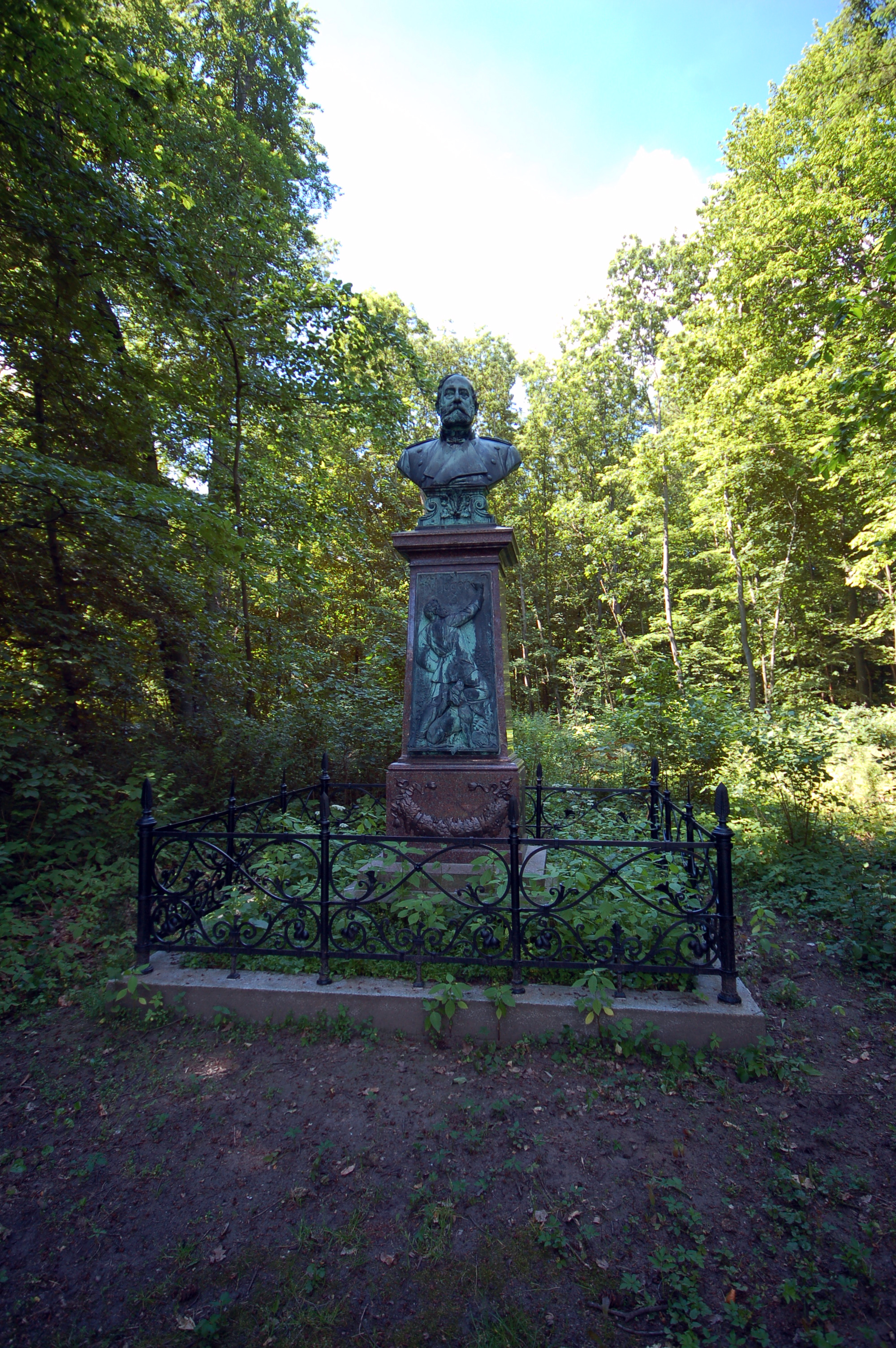
Hagen-Denkmal in Eberswalde mit Unterstützung Kalitschs 1884 errichtet

Nach dem Tode seines Vaters übernahm er dessen Rittergut Nutha, das er zu seinem Alterssitz ausbauen ließ, so wie es sich heute noch präsentiert. 1877 ließ er für sich und seine Familie eine Familiengruft im Park des Ritterguts Nutha errichten. Zu deren Weihe erschien eine Druckschrift.
Im Jahre 1905 wurde der mittlerweile im Ruhestand befindliche und mit seiner Ehefrau mehrere Jahre in Potsdam lebende Richard von Kalitsch Mitglied des Herolds - Verein für Heraldik.

### Forstwissenschaftler und Jäger
Bedeutung erlangte Kalitsch als Forstmann u. a. in den langwierigen Fachdiskussionen um das Für und Wider der Aufforstung der Heiden und des Oedlandes in Schleswig-Holstein. Im Unterschied zu Befürwortern von weiteren Rodungen wie dem Mündener Oberforstmeister Bernard Borggreve setzte er sich erfolgreich für ein maßvolles Erweitern der vorhandenen Wälder durch Anpflanzen einheimischer Nutzholzarten ein. Die heute vorhandenen Waldflächen in Schleswig-Holstein und Jütland sind letztendlich auch ihm zu verdanken.
Während seiner Zeit in Schleswig setzte er sich gegen die damals in Mode befindliche Anpflanzung ausländischer Holzarten (zum Beispiel der aus Nordamerika stammenden Weymouth-Kiefer) ein. Vehement sprach er sich gegen den Borggreve'schen Rodungsantrag und die von diesem angeregte Verpachtung von Staatsforstland und die damals übliche Entenmästung durch Kaviar aus.
Während seiner Magdeburger und Berliner Zeit war er maßgeblich an der Organisation von Hofjagden für den Kaiser und mehrere deutsche Landesfürsten beteiligt. Einer der prominenten Jagdteilnehmer war häufig auch Otto von Bismarck, den von Kalitsch am 22. Februar 1884 in Friedrichsruh einen persönlichen Gegenbesuch abstattete.
Eine der größten, von Kalitsch organisierten Kaiserjagden fand vom 12. bis 14. November 1885 in Letzlingen statt. Das Standquartier der Gäste war das Jagdschloss Letzlingen.

### Ornithologe
Nachdem er Mitglied des Deutschen Forstvereins geworden war, trat er rasch dem Verein zum Schutze des Vogelwelt bei und gehörte als Ornithologe zu denjenigen Personen, die sich bereits in der Mitte des 19. Jahrhunderts für den Schutz der heimischen Vogelwelt einsetzten. Selbst nach seiner Pensionierung engagierte er sich bis ins hohe Alter für den Vogelschutz. Er wurde deshalb 1901 als Ornithologe von der Deutschen Zoologische Gesellschaft in das Zoologische Adressbuch aufgenommen. Noch im Alter von 83 Jahren ist er 1905 in dem in den USA erschienenen internationalen Verzeichnis der Naturforscher enthalten.

### Tagebuchschreiber und sein Nachlass
Der Nachlass von Richard von Kalitsch ist Teil des Familienarchivs Kalitsch, das als Bestand E 191 in der Abteilung Dessau des Landesarchivs Sachsen-Anhalt verwaltet wird. Darunter befindet sich auch das von ihm seit 1847 über 55 Jahre lang bis 1902 geführte Tagebuch, aus dem u. a. zahlreiche Details zur preußischen Forstgeschichte, zur Bewirtschaftung seiner Rittergüter und zur Familiengeschichte hervorgehen.

### Publikationen
Er war Mitarbeiter der Forstlichen Blätter und verfasste mehrere forstwissenschaftliche Beiträge, darunter folgende:
- Zur Aufforstungsfrage in Schleswig-Holstein. In: Forstliche Blätter, 1880, Heft 7, S. 201ff.
- Der dringliche Antrag des Dr. Borggreve, Verpachtung von Staats-Forstland betreffend [...]. In: Forstliche Blätter, 1881, Heft 6.
- Einiges ueber das neue preußische Forststrafrecht. In: Forstliche Blätter. 1883, Heft 10.

Anlässlich der feierlichen Einweihung der Familiengruft verfasste er die Druckschrift:
- Weihe der Familiengruft Richard von Kalitsch im Park des Rittergutes Nutha. 1877.

### Familie
Am 31. Oktober 1847 heiratete er Pauline von Rauchhaupt (* 1826) in Queis. Das Paar hatte zwei Söhne und drei Töchter, darunter den Maler Werner von Kalitsch (1851–1923).

### Ehrungen
- 1864 Ehrenritter des Johanniterordens[22]
- 1877 Roter Adlerorden IV. Klasse (Ritterkreuz)[23]
- 1884 Roter Adlerorden III. Klasse mit Schleife[24]
- 1888 Komturkreuz II. Klasse des Herzoglich Sachsen-Ernestinischen Hausordens[25]
- 1890 Königlicher Kronen-Orden (Preußen) II. Klasse[26]
- 1890 Kommandeur II. Klasse des Hausordens Albrechts des Bären.[27]